# Евфимия (супруга Юстина I)
Евфи́мия (при рождении — Лупакия или Луппикина; умерла в 523/524, Константинополь) — супруга византийского императора Юстина I.

## Биография
Согласно «Тайной истории» Прокопия Кесарийского, Евфимия была по происхождению варваркой и рабыней, которую Юстин купил и сделал своей наложницей и конкубиной. После избрания Юстина на византийский престол «он венчал тоже и супругу свою, Лупакию, царским венцом, которую после коронования народ назвал Евфимиею». Новое имя было взято в честь великомученицы Евфимии Всехвальной, которая ассоциировалась с решениями Халкидонского собора (451 год), проходившего в стенах храма Святой Евфимии.
Евфимия, как и её супруг, оказалась у власти в преклонном возрасте. По утверждению Прокопия, Евфимия «не отличаясь никакими достоинствами, она так и осталась несведущей в государственных делах». При этом другие авторы отмечают её благочестие и скромность.
Императрица была противницей брака Юстиниана, племянника Юстина I, с куртизанкой Феодорой: «в этом одном она пошла против него, хотя во всем другом она потворствовала ему». Только после её смерти, последовавшей в 523 или 524 году, этот брак состоялся. Евфимия была похоронена в храме Святой Евфимии Всехвальной в Константинополе.
Императрица Евфимия почитается греческой церковью святой в лике благоверных с именем Маркиана. Её память совершается 27 января (9 февраля).